# 波德列斯内耶-新肖尔基农村居民点
波德列斯内耶-新肖尔基农村居民点（俄语：Подлесно-Новосельское сельское поселение）是俄罗斯联邦布良斯克州谢夫斯克区所属的一个农村居民点。其下辖有16个居民点，行政中心为波德列斯内耶-新肖尔基。据2015年统计，该农村居民点的人口为1260人。